# Stephens City
Stephens City is een plaats (town) in de Amerikaanse staat Virginia, en valt bestuurlijk gezien onder Frederick County.

## Demografie
Bij de volkstelling in 2000 werd het aantal inwoners vastgesteld op 1146.
In 2006 is het aantal inwoners door het United States Census Bureau geschat op 1446, een stijging van 300 (26,2%).

## Geografie
Volgens het United States Census Bureau beslaat de plaats een oppervlakte van
3,7 km², geheel bestaande uit land. Stephens City ligt op ongeveer 217 m boven zeeniveau.

## Plaatsen in de nabije omgeving
De onderstaande figuur toont nabijgelegen plaatsen in een straal van 20 km rond Stephens City.